# Alep Stainasjaure
Alep Stainasjaure är en sjö i Jokkmokks kommun i Lappland och ingår i Luleälvens huvudavrinningsområde. Sjön är 10 meter djup, har en yta på 1,15 kvadratkilometer och är belägen 297,1 meter över havet. Sjön avvattnas av vattendraget Låkkejåkkå.

## Delavrinningsområde
Alep Stainasjaure ingår i det delavrinningsområde (742019-164706) som SMHI kallar för Utloppet av Alep Stainasjaure. Medelhöjden är 334 meter över havet och ytan är 6,89 kvadratkilometer. Räknas de 6 avrinningsområdena uppströms in blir den ackumulerade arean 113,02 kvadratkilometer. Låkkejåkkå som avvattnar avrinningsområdet har biflödesordning 4, vilket innebär att vattnet flödar genom totalt 4 vattendrag innan det når havet efter 230 kilometer. Avrinningsområdet består mestadels av skog (83 procent). Avrinningsområdet har 1,15 kvadratkilometer vattenytor vilket ger det en sjöprocent på 16,6 procent.